# تورسو
تورسو هي بلدة ساحلية في المملكة المتحدة يبلغ عدد سكانها 8721 نسمة حسب تعداد السكان في عام 2001، وتبلغ مساحتها 4,82 كيلو متر مربع. وهي تقع في أقصى الشمال في المملكة المتحدة.

## المناخ
يظهر الجدول التالي التغييرات المناخية على مدار السنة لتورسو:
| البيانات المناخية لـتورسو         | البيانات المناخية لـتورسو | البيانات المناخية لـتورسو | البيانات المناخية لـتورسو | البيانات المناخية لـتورسو | البيانات المناخية لـتورسو | البيانات المناخية لـتورسو | البيانات المناخية لـتورسو | البيانات المناخية لـتورسو | البيانات المناخية لـتورسو | البيانات المناخية لـتورسو | البيانات المناخية لـتورسو | البيانات المناخية لـتورسو | البيانات المناخية لـتورسو |
| الشهر                             | يناير                     | فبراير                    | مارس                      | أبريل                     | مايو                      | يونيو                     | يوليو                     | أغسطس                     | سبتمبر                    | أكتوبر                    | نوفمبر                    | ديسمبر                    | المعدل السنوي             |
| --------------------------------- | ------------------------- | ------------------------- | ------------------------- | ------------------------- | ------------------------- | ------------------------- | ------------------------- | ------------------------- | ------------------------- | ------------------------- | ------------------------- | ------------------------- | ------------------------- |
| الدرجة القصوى °م (°ف)             | 14.1 (57.4)               | 14.4 (57.9)               | 17.8 (64.0)               | 19.8 (67.6)               | 22.8 (73.0)               | 24.3 (75.7)               | 25.0 (77.0)               | 24.9 (76.8)               | 23.0 (73.4)               | 19.9 (67.8)               | 16.2 (61.2)               | 13.8 (56.8)               | 25.0 (77.0)               |
| متوسط درجة الحرارة الكبرى °م (°ف) | 6.2 (43.2)                | 6.6 (43.9)                | 8.0 (46.4)                | 10.2 (50.4)               | 12.7 (54.9)               | 14.6 (58.3)               | 16.6 (61.9)               | 16.6 (61.9)               | 14.6 (58.3)               | 11.6 (52.9)               | 8.5 (47.3)                | 6.6 (43.9)                | 11.1 (52.0)               |
| متوسط درجة الحرارة الصغرى °م (°ف) | 0.8 (33.4)                | 0.8 (33.4)                | 1.7 (35.1)                | 3.2 (37.8)                | 5.2 (41.4)                | 8.1 (46.6)                | 10.1 (50.2)               | 10.2 (50.4)               | 8.2 (46.8)                | 5.8 (42.4)                | 3.2 (37.8)                | 1.1 (34.0)                | 4.9 (40.8)                |
| أدنى درجة حرارة °م (°ف)           | −10.6 (12.9)              | −10.0 (14.0)              | −7.8 (18.0)               | −5.3 (22.5)               | −2.6 (27.3)               | −0.9 (30.4)               | 1.2 (34.2)                | 0.6 (33.1)                | −3.4 (25.9)               | −6.2 (20.8)               | −8.8 (16.2)               | −11.0 (12.2)              | −11.0 (12.2)              |
| الهطول مم (إنش)                   | 100.4 (3.95)              | 79.4 (3.13)               | 82.3 (3.24)               | 58.0 (2.28)               | 55.3 (2.18)               | 63.7 (2.51)               | 70.5 (2.78)               | 76.3 (3.00)               | 96.8 (3.81)               | 104.0 (4.09)              | 115.5 (4.55)              | 110.4 (4.35)              | 1٬002٫4 (39.46)           |
| ساعات سطوع الشمس الشهرية          | 36.6                      | 67.9                      | 96.4                      | 145.3                     | 196.3                     | 157.3                     | 140.9                     | 135.2                     | 114.1                     | 76.2                      | 45.7                      | 28.7                      | 1٬240٫5                   |
| المصدر:                           |                           |                           |                           |                           |                           |                           |                           |                           |                           |                           |                           |                           |                           |

## توأمة
لتورسو اتفاقيات توأمة مع:
- بريلون.[4]

## أعلام
- مارتن ريني
- أندرو غيدز باين
- وليام ألكسندر سميث
- روبن هاربر
- جون سينكلير